# کلود مورو
کلود مورو (فرانسوی: Claude Moreau‎؛ زادهٔ ۱۹ دسامبر ۱۹۵۸) دوچرخه‌سوار اهل فرانسه است.